# Parafia św. Stanisława w Nowych Załubicach
Parafia św. Stanisława w Nowych Załubicach – parafia rzymskokatolicka należąca do dekanatu radzymińskiego, diecezji warszawsko-praskiej, metropolii warszawskiej Kościoła katolickiego. 
W parafii posługują księża diecezjalni.
Została erygowana 1 września 1976 roku przez kard. Stefana Wyszyńskiego.
Od 19 lutego 2017 roku funkcję proboszcza pełni ks. Wojciech Stępień.